# 貝亞維斯塔 (貝亞維斯塔省)
貝亞維斯塔（西班牙語：Bellavista），是秘魯的城鎮，位於該國中北部聖馬丁大區，是貝亞維斯塔省的首府，該省人口密度為每平方公里6.12人，而該鎮海拔高度287米，2007年人口22,116。